# السفارة الكوبية في واشنطن العاصمة
السفارة الكوبية في واشنطن العاصمة هي البعثة الدبلوماسية لكوبا لدى الولايات المتحدة الأمريكية . يقع في 2630 شارع السادس عشر شمال غرب، في حي آدمز مورغان . تم بناء المبنى في الأصل في عام 1917 كسفارة كوبية،  وعمل بهذه الصفة حتى قطعت الولايات المتحدة العلاقات مع كوبا في عام 1961. في 1 يوليو 2015 ، أعلن الرئيس الأمريكي باراك أوباما استعادة رسمية للعلاقات الدبلوماسية بين الولايات المتحدة وكوبا. استأنف المبنى دوره كسفارة كوبية في 20 يوليو 2015.

## التاريخ
من عام 1977 إلى عام 2015 ، كانت السفارة الكوبية السابقة تضم قسم المصالح الكوبية في الولايات المتحدة. تم تشغيل قسم المصالح من قبل الكوبيين وتم تشغيله بشكل مستقل، لكنه كان رسميًا جزءًا من سفارة قوة الحماية . من 1977 إلى 1991 ، عملت كقسم مصالح كوبا في سفارة تشيكوسلوفاكيا في الولايات المتحدة. في عام 1991 ، رفضت حكومة تشيكوسلوفاكيا ما بعد الشيوعية مواصلة رعايتها لكوبا. من عام 1991 إلى عام 2015 ، عمل قسم المصالح الكوبية تحت السفارة السويسرية.
في 19 مايو 1979 ، فجرت أوميغا 7 قنبلة في المبنى،  مما ألحق المزيد من الضرر بالمفرق الليتواني المجاور.

### التعيينات منذ عام 1953
| تعيين          | فترة                          | عنوان الممثل    |
| -------------- | ----------------------------- | --------------- |
| السفارة        | 1923 - 3 يناير 1961           | سفير            |
| قسم الاهتمامات | 1 سبتمبر 1977 - 20 يوليو 2015 | رئيس بعثة مؤقتة |
| السفارة        | 20 يوليو 2015 - حتى الآن      | سفير            |

ملحوظة
1. ↑  The U.S. and Cuba did not have bilateral diplomatic relations between 1961 and 2015. During this period, the U.S. diplomatic mission in Cuba operated under the auspices of the علاقات سويسرا الخارجية.

## ممثلو المندوبين المفوضين

### قسم رؤساء المصالح الكوبية: 1977-2015
- 1977-1989: رامون سانشيز بارودي مونتوتو
- 1989-1992: خوسيه أنطونيو أربيس
- 1992-1998: ألفونسو فراغا
- 1998-2001: فرناندو ريميريز دي إستينوز بارسيلا
- 2001-2007: داجوبيرتو رودريغيز باريرا
- 2007-12: خورخي بولانيوس
- 2012-15: خوسيه رامون كابانياس رودريغيز [10]

### السفراء: 2015-
- 2015 إلى الوقت الحاضر: خوسيه رامون كابانياس رودريغيز

## روابط خارجية
- الموقع الرسمي